# Schiffneriolejeunea cumingiana
Schiffneriolejeunea cumingiana là một loài Rêu trong họ Lejeuneaceae. Loài này được (Mont.) Gradst. miêu tả khoa học đầu tiên năm 1974.